# Mercury-Redstone 1A

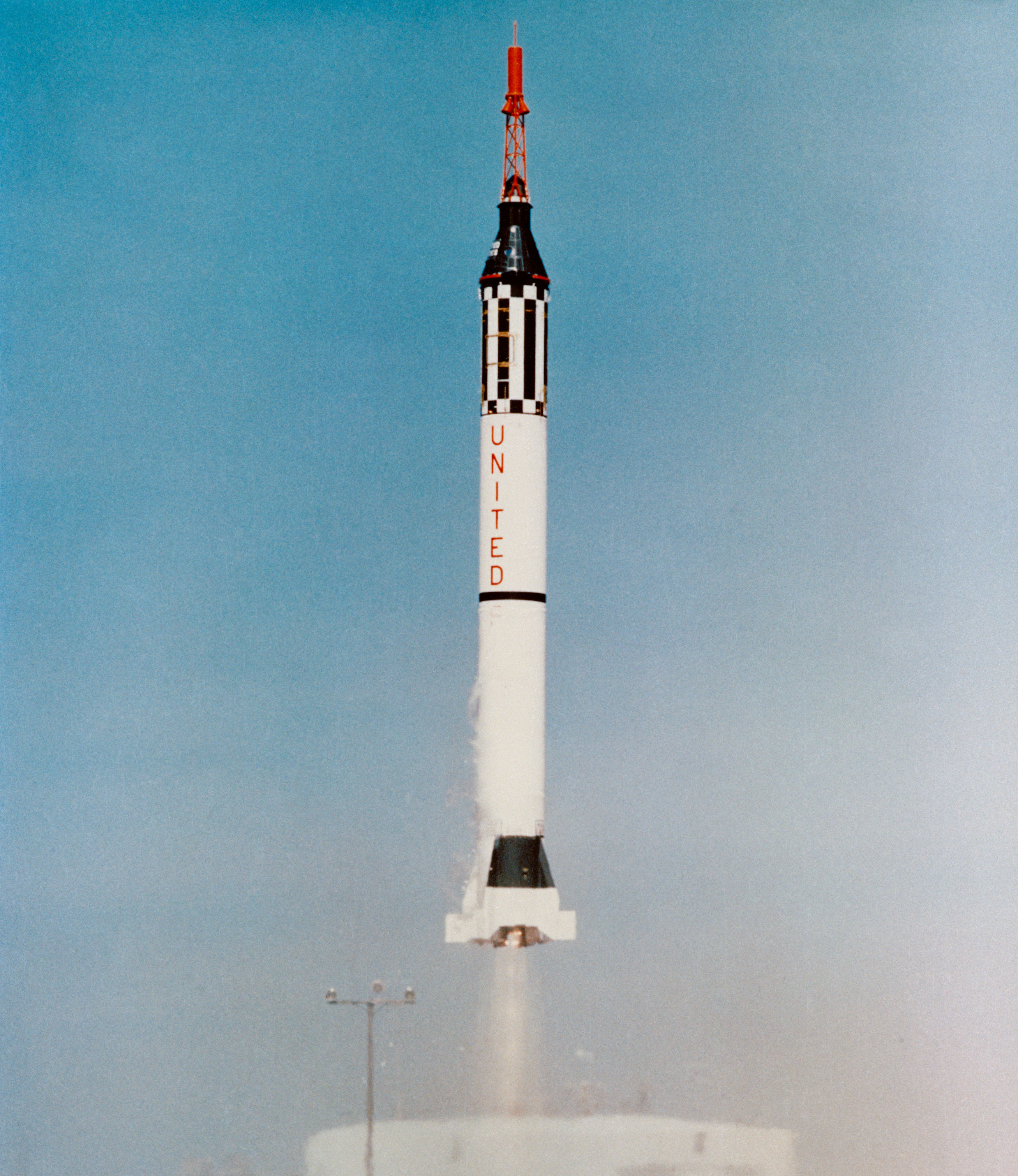
Il lancio della MR-1A

La missione Mercury-Redstone 1A (MR-1A), facente parte del programma Mercury, venne lanciata il 19 dicembre 1960 dalla rampa di lancio numero 5 di Cape Canaveral in Florida. Gli obbiettivi di questa missione, un volo suborbitale privo di equipaggio, furono di testare l'idoneità per un volo nello spazio della capsula spaziale nonché la funzionalità di tutti i sistemi di bordo per una prossima missione - un volo suborbitale equipaggiato da un primate. La capsula poté per l'appunto essere testata sulla funzionalità dei suoi sistemi, dei congegni propulsori, dei retrorazzi frenanti nonché di tutto il sistema per la fase di recupero.
In fondo si trattò della ripetizione di quanto programmato per la missione Mercury-Redstone 1 (MR-1) conclusasi con un totale insuccesso circa un mese prima, il 21 novembre 1960. Al contrario del precedente fallimento, la missione Mercury-Redstone 1A fu un pieno successo. La capsula spaziale del Mercury raggiunse un apogeo di 210 chilometri percorrendo una distanza di 397 chilometri. Il razzo vettore Redstone raggiunse una velocità massima di poco superiore a quanto programmato, raggiungendo 7903 km/h.

La capsula spaziale poté essere recuperata da un elicottero dalle acque dell'Oceano Atlantico circa 15 minuti dopo il suo ammaraggio.

La Mercury usata per la missione aveva il numero di serie 2 e fu assemblata alla torre di salvataggio (LES) della capsula con il numero di serie 8. L'antenna di bordo invece era stata presa dalla capsula con il numero di serie 10. Il razzo vettore Redstone invece aveva il numero di serie 3. La missione ebbe la durata di 15 minuti e 45 secondi. La capsula pesava 1211 chilogrammi.

## Esposizione
La capsula spaziale del Mercury con il numero di serie 2 usata nelle missioni Mercury-Redstone 1 e Mercury-Redstone 1A attualmente è esposta presso il NASA Ames Research Center, Moffett Federal Airfield, in California.

## Cronologia
| T+ Tempo   | Evento                                            | Descrizione |
| ---------- | ------------------------------------------------- | --- |
| T+00:00:00 | Lancio                                            | Il Mercury-Redstone viene lanciato, il cronometro di bordo parte.                                                                   |
| T+00:00:16 | Beccheggio                                        | Beccheggio di 2 gradi/s da 90 gradi a 45 gradi.                                                                                     |
| T+00:00:40 | Fine beccheggio                                   | Il redstone raggiunge i 45 gradi d'inclinazione.                                                                                    |
| T+00:01:24 | Massima pressione dinamica                        | ~575 lb/ft² (28 kPa). |
| T+00:02:20 | BECO (Booster Engine Cutoff)                      | Spegnimento motore - Booster Engine Cutoff. Velocità 5,200 mph (2.3 km/s)                                                           |
| T+00:02:22 | Espulsione torre                                  | Escape Tower Jettison, espulsa torre                                                                                                |
| T+00:02:24 | Separazione capsula                               | Accensione dei retrorazzi per 1 s ottenendo i 15 piedi/s (4,6 metri/s) velocità di separazione                                      |
| T+00:02:35 | Rotazione                                         | Rotazione della capsula (ASCS) di 180 gradi, con lo scudo termico rivolto all'insù con il muso all'ingù di 34 gradi                 |
| T+00:05:00 | Apogeo                                            | Apogeo di circa 115 miglia (185 km) raggiunto a 150 miglia (240 km).                                                                |
| T+00:05:15 | Retrorazzi                                        | Accensione di tre retrorazzi per 10 secondi, a intervalli di 5 secondi                                                              |
| T+00:05:45 | Ritiro periscopio                                 | Ritiro automatico del periscopio in preparazione al rientro                                                                         |
| T+00:06:20 | Manovre di rientro                                | orientamento della capsula a 34 gradi con il muso rivolto all'ingiù, rollio 0 gradi, imbardata 0 gradi                              |
| T+00:07:15 | Manovre .05 G stabilizzamento capsula per rientro | L'ASCS rileva e imposta il rollio a 10 gradi/s per stabilizzare la capsula durante il rientro ormai imminente                       |
| T+00:09:38 | Apertura del parafreno                            | Apertura automatica del parafreno a 22 000 piedi (6,7 km) rallentando la discesa a 365 piedi/s (111 m/s) e stabilizzando la discesa |
| T+00:09:45 | Raffreddamento cabina                             | Raffreddamento cabina tramite soffiaggio ossigeno (ECS) a 20 000 ft (6 km)                                                          |
| T+00:10:15 | Apertura paracadute principale                    | Apertura automatica del paracadute principale a 10 000 piedi (3 km). Descent rate slows to 30 ft/s (9 m/s)                          |
| T+00:10:20 | Apertura airbag d'atterraggio                     | |
| T+00:10:20 | Scarico perossido di idrogeno residuo             | Scarico automatico del perossido di idrogeno residuo                                                                                |
| T+00:15:30 | Ammaraggio                                        | Ammaraggio della capsula a 300 mi (500 km) di distanza dal sito di lancio                                                           |

## Altri dati
- Velocità massima raggiunta: 7900 km/h (4909 Mph)
- Accelerazione raggiunta: 12,4 g (122 m/s²)